# Kaktusmaus

Verbreitungsgebiet der Kaktusmaus, hier noch zusammen mit dem Verbreitungsgebiet von Peromyscus fraterculus.

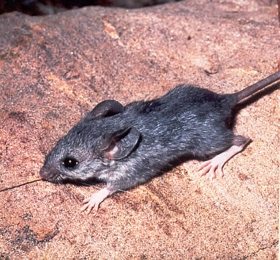
Exemplar mit dunkler Fellform.

Die Kaktusmaus (Peromyscus eremicus) ist ein Nagetier in der Gattung der Weißfußmäuse, das in Nordamerika vorkommt.

## Merkmale
Die Art ist mit einer Kopf-Rumpf-Länge von 72 bis 100 mm, einer Schwanzlänge von 84 bis 120 mm und einem Gewicht von 18 bis 40 g ein mittelgroßer Vertreter der Gattung Weißfußmäuse. Die meisten Exemplare wiegen etwa 20 g. Die Kaktusmaus hat 18 bis 22 mm lange Hinterfüße und 13,4 bis 20 mm lange Ohren. Allgemein sind Weibchen größer und schwerer als Männchen. Die Farbe des seidigen Fells kann je nach Unterart oder Population variieren. Die dunkelsten Farbtöne kommen bei Populationen vor, die auf Lavafeldern leben. Die Grundfarbe anderer Populationen ist meist orangebraun bis zimtfarben mit einer leichten dunklen Schattierung. Ein orangebrauner Streifen ohne Schattierung zieht sich über die Außenseite der Arme. Auf dem Kopf ist meist ein grauer Farbton in die Grundfarbe eingemischt. Der Schwanz ist durch eine dunkle Oberseite und eine weiße Unterseite gekennzeichnet. Auf ihm bilden Schuppen schmale Ringe und die Haarbedeckung ist so fein, dass der Schwanz fast nackt erscheint. Eine kleine Quaste an der Schwanzspitze kann vorkommen. Verglichen mit der Canyonmaus (Peromyscus crinitus) ist diese weniger deutlich ausgeprägt. Ein weiteres Merkmal sind die nackten Sohlen der Hinterfüße. Die Kaktusmaus hat dünnhäutige und relativ große Ohren. Weibchen besitzen zwei Paar Zitzen im Leistenbereich.

## Verbreitung
Das Verbreitungsgebiet liegt im Südwesten der USA sowie im nördlichen und mittleren Mexiko. Nach taxonomischen Studien aus den Jahren 2000 und 2001 werden Populationen westlich des Colorado in Kalifornien sowie auf der Halbinsel Niederkalifornien der Art Peromyscus fraterculus zugerechnet.
Die Kaktusmaus lebt im Flachland, in Gebirgen und auf Hochebenen zwischen 35 und 2130 Meter Höhe. Sie hält sich meist in trockenen Gebüschflächen oder in felsigen oder sandigen Landschaften auf, die einen spärlichen Bewuchs aufweisen. Sie kann auch in Nadelwäldern oder in anderen Habitaten vorkommen.

## Lebensweise
Die Art sucht nachts nach Nahrung und klettert dabei in Bäumen und Büschen. Die Kaktusmaus frisst vorwiegend Früchte und Blumen von Büschen und anderen Pflanzen. Die Nahrung wird unter anderem mit Pflanzensamen, grünen Pflanzenteilen, Insekten, Früchten von Zürgelbäumen, Hülsenfrüchten der Gattung Prosopis oder mit Kaktusfeigen komplettiert. Ihren Flüssigkeitsbedarf deckt die Kaktusmaus über die Nahrung, so dass keine zusätzliche Wasseraufnahme notwendig ist. Die Exemplare graben eigene Baue in weichem Grund oder übernehmen Nester anderer Tiere, zum Beispiel von Amerikanischen Buschratten oder von Kängururatten. Weiterhin kommen oberirdische Nester vor, die aus Gras, Zweigen, Blättern und Federn gebaut werden. Bei zu kaltem oder zu warmem Wetter mit Nahrungsmangel nimmt die Kaktusmaus einen starren Zustand (Torpor) ein.
Die Fortpflanzung kann allgemein zu allen Jahreszeiten stattfinden. Sie ist jedoch bei vielen Populationen auf die wärmeren Monate konzentriert. Bei Weibchen kommen bis zu drei Würfe pro Jahr vor, jeweils nach einer Trächtigkeit von etwa 21 Tagen. Die Wurfgröße variiert meist zwischen 5 und 8 Nachkommen. Neugeborene Kaktusmäuse wiegen etwa 2,5 g und sind nackt mit einer rosa Haut. Sie öffnen ihre Augen nach 10 bis 17 Tagen und haben zwei Wochen nach der Geburt ein graues Fell entwickelt. Laut einer Studie werden die Nachkommen etwa 22 Tage gesäugt und laut einer anderen Studie bis zu 44 Tage.
Zu den natürlichen Feinden der Kaktusmaus zählen Schleiereulen, Ostkreischeulen sowie verschiedene Schlangen.

## Bedrohung
Für den Bestand liegen keine Bedrohungen vor und die Gesamtpopulation gilt als stabil. Die Kaktusmaus wird von der IUCN als „nicht gefährdet“ (least concern) gelistet.